# Pjesma Eurovizije
Pjesma Eurovizije (engleski: Eurovision Song Contest, ESC; francuski: Concours Eurovision de la Chanson), popularno poznato kao Eurosong ili Eurovizija, godišnje je glazbeno natjecanje država članica Europske radiodifuzijske unije koje se održava od 1956. godine. Svaka država izabire originalno glazbeno djelo koje će ju predstavljati na zajedničkom festivalu prikazivanom na televizijama diljem mreže Eurovizije i Euroradija. Na samom festivalu svake godine održava se glasovanje za pobjedničku izvedbu, čija država porijekla biva domaćin festivala iduće godine.
Ime festivala vezano je za televizijsku distributivnu mrežu Eurovizija (naziv pod kojim se danas najčešće podrazumijeva sama Pjesma Eurovizije) Europske unije za radiodifuziju koja pokriva potencijalnih milijardu gledatelja. Pjesma Eurovizije je jedan od televizijskih programa s najdužom tradicijom u svijetu, kao i najgledaniji ne-sportski program na svijetu, čije se procjene gledanosti širom svijeta procjenjuju na oko 200 milijuna. Osim u Europi, ovaj program je putem radija i televizije prenošen i u zemljama na svim drugim naseljenim kontinentima. Prvi put je 2015. godine festival je prenošen uživo putem YouTube kanala, snimak natjecanja 2019. se prikazao na stream servisu Netflix, a snimci natjecanja 2021. i 2022. na streaming servisu Peacock. Pjesma Eurovizije je 2015. godine ušla u Guinnessovu knjiga rekorda kao godišnji natjecateljski televizijski program koji se najduže prikazuje. Natjecanje je održano svake godine od 1956., osim 2020. godine kada je natjecanje otkazano zbog Pandemije COVID-19.
Natjecanje je tradicionalno poznato po lagano orkestriranoj pjevljivoj pop muzici, ranije šlagerima, a u posljednje vrijeme po electropop i dance pop pjesmama. Međutim, na Pjesmi Eurovizije je izveden i veliki broj pjesama najraznovrsnijih žanrova na više od 50 različitih jezika. U periodu natjecanja početkom 21. stoljeća među najbolje plasiranim pjesama su se nalazili pod-žanrovi pop muzike (snažne balade, elektronska dance glazba, disco, pop-opera, synthpop, dubstep, šansona), etno i tradicionalna muzika, R&B i drugi žanrovi proistekli iz bluesa (jazz, soul, gospel, ska), rock-roll (hard rock, alternativni rock, heavy metal, folk rock), country, hip-hop i indie. Osim natjecateljskog dijela, dio festivala su tradicionalno i muzičko-vizualni revijalni programi sa specijalnim gostima koji čine međunarodno poznate osobe, ne samo iz svijeta glazbe.
Najveći broj pobjeda na natjecanju, sedam, je ostvarila Irska, uključujući dvije pobede Johnnyja Logana kao izvođača i jedne kao autora. Najveće uspjehe na međunarodnoj glazbenoj sceni nakon pobjede su ostvarili ABBA i Céline Dion, dok su internacionalne hitove imali i Toto Cutugno, France Gall, Katrina and the Waves, Vicky Leandros i Måneskin. Samo sudjelovanje je bilo jedno od početnih faza zapaženih glazbenih karijera izvođača kao što su Julio Iglesias, Olivia Newton-John, Domenico Modugno, Nana Mouskouri, Cliff Richard i The Shadows, Lara Fabian, Zdravko Čolić i T.A.T.u., a nastup u revijalnom programu prvo javno pojavljivanje trupe Riverdance.
Od 2003. svake se godine po uzoru na Pjesmu Eurovizije također i održava Dječja pjesma Eurovizije, a njezin prvi pobjednik bio je predstavnik Hrvatske, Dino Jelusić.
Američka mreža NBC je u pregovorima s ERU-om oko otkupljivanja prava za američku verziju natjecanja.

## Oblik natjecanja
Europska radiodifuzna unija osmislila je Pjesmu Eurovizije na prijedlog Marcela Bessona, po uzoru na izuzetno uspješni pilot-projekt, danas čuveni Festival Sanremo. Bio je to još jedan mali pokušaj u nizu takvih, u istom vremenu kad je osnovana i sama Europska zajednica za ugljen i čelik, da se poslijeratna (zapadna) Europa napokon okrene razumijevanju i suradnji. U prvom natjecanju, održanom u švicarskom Luganu 24. svibnja 1956., sudjelovale su Francuska, Njemačka, Italija, Nizozemska, Luksemburg, Belgija i domaćin Švicarska. Sljedeće godine, priključile su se i Velika Britanija, Danska i Austrija, koje su s prvog festivala diskvalificirane zbog zakašnjelih prijava. Broj zemalja sudionica od tada neprekidno raste, na Pjesmi Eurovizije 2008. nastupile su čak 43 zemlje. Natjecanje je vremenom dobilo natjecatelje i s drugih kontinenata, poput Izraela, Maroka i Australije.

## Pregled natjecanja
Format Pjesme Eurovizije razvijao se tijekom vremena, ali su osnovne postavke uvijek slične. Zemlje sudionice, odnosno članovi EBU-a biraju pjesme koje će se predstavljati na natjecanju, održanom u auditoijumu u gradu domaćinu. Pjesme se izvode uživo u televizijskom programu koji se putem eurovizijske mreže neposredno prenosi istovremeno u svim zemljama. Mjesto natjecnja ranije su bili televizijski studiji, kazalište ili koncertne sale, a u novije vrijeme, velike arene uz uvijek prisutnu publiku. Pjesme Eurovizije po pravilu se održavaju na bogato opremljenim i osvijetljenim grandioznim pozornicama koje se u današnje vrijeme postavljaju tjednima pred natjecanje, i čiji se izgled ponekad opisuje izrazom all ball out (hrv. „sve na sunce”). Nakon kraće uvodne sekvence i programa otvaranja natjecanja, uvod u program gledateljima i publici obavi jedan ili više poznatih voditelja zemlje domaćina koji dobrodošlicu požele na službenim jezicima festivala, francuskim i engleskim. Tradicionalno cijeli program se vodi naizmjenično na oba jezika, iako se danas većinom koristi samo engleski.
Nakon uvodnog dijela emisije prelazi se na uživo izvođenje svih pjesama sudionica natjecanja. Prije izvođenja svake pjesme prethodi kratka razglednica; u ranijim izdanjima svakom razglednicom bi se predstavila zemlja čija će pjesma biti izvedena, međutim, u novijoj praksi se u razglednici predstavlja zemlja domaćin, kao vrsta reklame za turističku destinaciju. Nakon što se završi izvođrenje svih pjesama, slijedi podsjetnik publici kraćim isječcima svih izvođača. Način dodjele glasova mijenjao se vremenom između glasanja stručnih žirija i glasanja gledatelja; od Eurosonga 2016. bodovi svake zemlje dodjeljuju se tako da žiri i televote imaju svoje posebne bodove. U pauzi izvođenja svih pjesama i rekapitulacije isječaka do objavljivanja rezultata glasanja izvodi se poseban nastup (eng. Interval act), koji zemlja domaćin po svom izboru.
Nakon pauze, u polufinalima, domaćini objave 10 zemalja koje su prošle u final, dok u finalu zemlje redom direktnim uključenjima objavljuju glasove svojih ćlanova stručnog žirija. Na te bodove dodaju se glasovi publike iz zemalja sudionica, čijim se zbirom dobiva pobjednik natjecanja čijom reprizom nastupa završava prijenos. Pobjednik, prije svega, dobiva prestiž pobjede kojeg prati i specijalan stakleni trofej.
Finalna večer Pjesme Eurovizije tradicionalno se održava u proljetno subotnje večer sa početkom u 21 sat po srednjeeuropskom ljetnom vremenu. Obično se bira subota u svibnju, iako je bilo godina da se natjecanje održava četvrtkom (1956.) ili čak u ožujku. Velikoj večeri prethodi Eurovizijski tjedan proba, tiskovne konferencije i druženja. Od 2004 godine, zbog sve većeg broja zemalja koje žele sudjelovati na natjecanju uvedena je kvalifikacijska večer, pozanta kao i polufinale koje je održavano četvrtkom prije finala. Sa prelaskom na format dvije polufinalne večeri one se održavaju utorkom i četvrtkom prije finalne večeri.

## Pobjednici
| Godina | Zemlja                     | Pjesma                          | Izvođač                              | Bodovi                     | Razlika                    | Drugoplasirani             | Datum                      | Grad domaćin       |
| ------ | -------------------------- | ------------------------------- | ------------------------------------ | -------------------------- | -------------------------- | -------------------------- | -------------------------- | ------------------ |
| 1956.  | Švicarska                  | "Refrain"                       | Lys Assia                            | N/A                        | N/A                        | N/A                        | 24. svibnja 1956.          | Lugano             |
| 1957.  | Nizozemska                 | "Net als toen"                  | Corry Brokken                        | 31                         | 14                         | Francuska                  | 3. ožujka 1957.            | Frankfurt na Majni |
| 1958.  | Francuska                  | "Dors, mon amour"               | André Claveau                        | 27                         | 3                          | Švicarska                  | 12. ožujka 1958.           | Hilversum          |
| 1959.  | Nizozemska                 | "'n Beetje"                     | Teddy Scholten                       | 21                         | 5                          | Ujedinjeno Kraljevstvo     | 11. ožujka 1959.           | Cannes             |
| 1960.  | Francuska                  | "Tom Pillibi"                   | Jacqueline Boyer                     | 32                         | 7                          | Ujedinjeno Kraljevstvo     | 25. ožujka 1960.           | London             |
| 1961.  | Luksemburg                 | "Nous les amoureux"             | Jean-Claude Pascal                   | 31                         | 6                          | Ujedinjeno Kraljevstvo     | 18. ožujka 1961.           | Cannes             |
| 1962.  | Francuska                  | "Un premier amour"              | Isabelle Aubret                      | 26                         | 13                         | Monako                     | 18. ožujka 1962.           | Luxembourg         |
| 1963.  | Danska                     | "Dansevise"                     | Grethe i Jørgen Ingmann              | 42                         | 2                          | Švicarska                  | 23. ožujka 1963.           | London             |
| 1964.  | Italija                    | "Non ho l'età"                  | Gigliola Cinquetti                   | 49                         | 32                         | Ujedinjeno Kraljevstvo     | 21. ožujka 1964.           | Kopenhagen         |
| 1965.  | Luksemburg                 | "Poupée de cire, poupée de son" | France Gall                          | 32                         | 6                          | Ujedinjeno Kraljevstvo     | 20. ožujka 1965.           | Napulj             |
| 1966.  | Austrija                   | "Merci Chérie"                  | Udo Jürgens                          | 31                         | 15                         | Švedska                    | 5. ožujka 1966.            | Luxembourg         |
| 1967.  | Ujedinjeno Kraljevstvo     | "Puppet on a String"            | Sandie Shaw                          | 47                         | 25                         | Irska                      | 8. travnja 1967.           | Beč                |
| 1968.  | Španjolska                 | "La, la, la"                    | Massiel                              | 29                         | 1                          | Ujedinjeno Kraljevstvo     | 6. travnja 1968.           | London             |
| 1969.  | Španjolska                 | "Vivo cantando"                 | Salomé                               | 18                         | N/A                        | N/A                        | 29. ožujka 1969.           | Madrid             |
| 1969.  | Ujedinjeno Kraljevstvo     | "Boom Bang-a-Bang"              | Lulu                                 | 18                         | N/A                        | N/A                        | 29. ožujka 1969.           | Madrid             |
| 1969.  | Nizozemska                 | "De troubadour"                 | Lennie Kuhr                          | 18                         | N/A                        | N/A                        | 29. ožujka 1969.           | Madrid             |
| 1969.  | Francuska                  | "Un jour, un enfant"            | Frida Boccara                        | 18                         | N/A                        | N/A                        | 29. ožujka 1969.           | Madrid             |
| 1970.  | Irska                      | "All Kinds of Everything"       | Dana                                 | 32                         | 6                          | Ujedinjeno Kraljevstvo     | 21. ožujka 1970.           | Amsterdam          |
| 1971.  | Monako                     | "Un banc, un arbre, une rue"    | Séverine                             | 128                        | 12                         | Španjolska                 | 3. travnja 1971.           | Dublin             |
| 1972.  | Luksemburg                 | "Après toi"                     | Vicky Leandros                       | 128                        | 14                         | Ujedinjeno Kraljevstvo     | 25. ožujka 1972.           | Edinburgh          |
| 1973.  | Luksemburg                 | "Tu te reconnaîtras"            | Anne-Marie David                     | 129                        | 4                          | Španjolska                 | 7. travnja 1973.           | Luxembourg         |
| 1974.  | Švedska                    | "Waterloo"                      | ABBA                                 | 24                         | 6                          | Italija                    | 6. travnja 1974.           | Brighton           |
| 1975.  | Nizozemska                 | "Ding-A-Dong"                   | Teach-In                             | 152                        | 14                         | Ujedinjeno Kraljevstvo     | 22. ožujka 1975.           | Stockholm          |
| 1976.  | Ujedinjeno Kraljevstvo     | "Save Your Kisses for Me"       | Brotherhood of Man                   | 164                        | 17                         | Francuska                  | 3. travnja 1976.           | Den Haag           |
| 1977.  | Francuska                  | "L'oiseau et l'enfant"          | Marie Myriam                         | 136                        | 15                         | Ujedinjeno Kraljevstvo     | 7. svibnja 1977.           | London             |
| 1978.  | Izrael                     | "A-Ba-Ni-Bi"                    | Izhar Cohen & Alphabeta              | 157                        | 32                         | Belgija                    | 22. travnja 1978.          | Pariz              |
| 1979.  | Izrael                     | "Hallelujah"                    | Gali Atari & Milk and Honey          | 125                        | 9                          | Španjolska                 | 31. ožujka 1979.           | Jeruzalem          |
| 1980.  | Irska                      | "What's Another Year?"          | Johnny Logan                         | 143                        | 15                         | Njemačka                   | 19. travnja 1980.          | Den Haag           |
| 1981.  | Ujedinjeno Kraljevstvo     | "Making Your Mind Up"           | Bucks Fizz                           | 136                        | 4                          | Njemačka                   | 4. travnja 1981.           | Dublin             |
| 1982.  | Njemačka                   | "Ein bißchen Frieden"           | Nicole                               | 161                        | 61                         | Izrael                     | 24. travnja 1982.          | Harrogate          |
| 1983.  | Luksemburg                 | "Si la vie est cadeau"          | Corinne Hermès                       | 142                        | 6                          | Izrael                     | 23. travnja 1983.          | München            |
| 1984.  | Švedska                    | "Diggi-Loo Diggi-Ley"           | Herreys                              | 145                        | 8                          | Irska                      | 5. svibnja 1984.           | Luxembourg         |
| 1985.  | Norveška                   | "La det swinge"                 | Bobbysocks                           | 123                        | 18                         | Njemačka                   | 4. svibnja 1985.           | Göteborg           |
| 1986.  | Belgija                    | "J'aime la vie"                 | Sandra Kim                           | 176                        | 36                         | Švicarska                  | 3. svibnja 1986.           | Bergen             |
| 1987.  | Irska                      | "Hold Me Now"                   | Johnny Logan                         | 172                        | 31                         | Njemačka                   | 9. svibnja 1987.           | Bruxelles          |
| 1988.  | Švicarska                  | "Ne partez pas sans moi"        | Céline Dion                          | 137                        | 1                          | Ujedinjeno Kraljevstvo     | 30. travnja 1988.          | Dublin             |
| 1989.  | SFRJ                       | "Rock Me"                       | Riva                                 | 137                        | 7                          | Ujedinjeno Kraljevstvo     | 6. svibnja 1989.           | Lausanne           |
| 1990.  | Italija                    | "Insieme: 1992"                 | Toto Cutugno                         | 149                        | 17                         | Irska, Francuska           | 5. svibnja 1990.           | Zagreb             |
| 1991.  | Švedska                    | "Fångad av en stormvind"        | Carola                               | 146                        | 0                          | Francuska                  | 4. svibnja 1991.           | Rim                |
| 1992.  | Irska                      | "Why Me?"                       | Linda Martin                         | 155                        | 16                         | Ujedinjeno Kraljevstvo     | 9. svibnja 1992.           | Malmö              |
| 1993.  | Irska                      | "In Your Eyes"                  | Niamh Kavanagh                       | 187                        | 23                         | Ujedinjeno Kraljevstvo     | 15. svibnja 1993.          | Millstreet         |
| 1994.  | Irska                      | "Rock 'n' Roll Kids"            | Paul Harrington & Charlie McGettigan | 226                        | 60                         | Poljska                    | 30. travnja 1994.          | Dublin             |
| 1995.  | Norveška                   | "Nocturne"                      | Secret Garden                        | 148                        | 29                         | Španjolska                 | 13. svibnja 1995.          | Dublin             |
| 1996.  | Irska                      | "The Voice"                     | Eimear Quinn                         | 162                        | 48                         | Norveška                   | 18. svibnja 1996.          | Oslo               |
| 1997.  | Ujedinjeno Kraljevstvo     | "Love Shine a Light"            | Katrina and the Waves                | 227                        | 70                         | Irska                      | 3. svibnja 1997.           | Dublin             |
| 1998.  | Izrael                     | "Diva"                          | Dana International                   | 172                        | 6                          | Ujedinjeno Kraljevstvo     | 9. svibnja 1998.           | Birmingham         |
| 1999.  | Švedska                    | "Take Me to Your Heaven"        | Charlotte Nilsson                    | 163                        | 17                         | Island                     | 29. svibnja 1999.          | Jeruzalem          |
| 2000.  | Danska                     | "Fly on the Wings of Love"      | Olsen Brothers                       | 195                        | 40                         | Rusija                     | 13. svibnja 2000.          | Stockholm          |
| 2001.  | Estonija                   | "Everybody"                     | Tanel Padar, Dave Benton & 2XL       | 198                        | 21                         | Danska                     | 12. svibnja 2001.          | Kopenhagen         |
| 2002.  | Latvija                    | "I Wanna"                       | Marie N                              | 176                        | 12                         | Malta                      | 25. svibnja 2002.          | Tallinn            |
| 2003.  | Turska                     | "Everyway That I Can"           | Sertab Erener                        | 167                        | 2                          | Belgija                    | 24. svibnja 2003.          | Riga               |
| 2004.  | Ukrajina                   | "Wild Dances"                   | Ruslana                              | 280                        | 17                         | Srbija i Crna Gora         | 15. svibnja 2004.          | Istanbul           |
| 2005.  | Grčka                      | "My Number One"                 | Helena Paparizou                     | 230                        | 38                         | Malta                      | 21. svibnja 2005.          | Kijev              |
| 2006.  | Finska                     | "Hard Rock Hallelujah"          | Lordi                                | 292                        | 44                         | Rusija                     | 20. svibnja 2006.          | Atena              |
| 2007.  | Srbija                     | "Molitva"                       | Marija Šerifović                     | 268                        | 33                         | Ukrajina                   | 12. svibnja 2007.          | Helsinki           |
| 2008.  | Rusija                     | "Believe"                       | Dima Bilan                           | 272                        | 42                         | Ukrajina                   | 24. svibnja 2008.          | Beograd            |
| 2009.  | Norveška                   | "Fairytale"                     | Alexander Rybak                      | 387                        | 169                        | Island                     | 16. svibnja 2009.          | Moskva             |
| 2010.  | Njemačka                   | "Satellite"                     | Lena Meyer-Landrut                   | 246                        | 76                         | Turska                     | 29. svibnja 2010.          | Oslo               |
| 2011.  | Azerbajdžan                | "Running Scared"                | Eldar & Nigar                        | 221                        | 32                         | Italija                    | 14. svibnja 2011.          | Düsseldorf         |
| 2012.  | Švedska                    | "Euphoria"                      | Loreen                               | 372                        | 113                        | Rusija                     | 26. svibnja 2012.          | Baku               |
| 2013.  | Danska                     | "Only Teardrops"                | Emmelie de Forest                    | 281                        | 47                         | Azerbajdžan                | 18. svibnja 2013.          | Malmö              |
| 2014.  | Austrija                   | "Rise Like A Phoenix"           | Conchita Wurst                       | 290                        | 52                         | Nizozemska                 | 10. svibnja 2014.          | Kopenhagen         |
| 2015.  | Švedska                    | "Heroes"                        | Måns Zelmerlöw                       | 365                        | 62                         | Rusija                     | 23. svibnja 2015.          | Beč                |
| 2016.  | Ukrajina                   | "1944."                         | Jamala                               | 534                        | 23                         | Australija                 | 14. svibnja 2016.          | Stockholm          |
| 2017.  | Portugal                   | "Amar Pelos Dois"               | Salvador Sobral                      | 758                        | 143                        | Bugarska                   | 13. svibnja 2017.          | Kijev              |
| 2018.  | Izrael                     | "Toy"                           | Netta                                | 529                        | 93                         | Cipar                      | 12. svibnja 2018.          | Lisabon            |
| 2019.  | Nizozemska                 | "Arcade"                        | Duncan Laurence                      | 495                        | 27                         | Italija                    | 18. svibnja 2019.          | Tel Aviv           |
| 2020.  | Otkazano zbog koronavirusa | Otkazano zbog koronavirusa      | Otkazano zbog koronavirusa           | Otkazano zbog koronavirusa | Otkazano zbog koronavirusa | Otkazano zbog koronavirusa | Otkazano zbog koronavirusa | Roterdam           |
| 2021.  | Italija                    | "Zitti E Buoni"                 | Måneskin                             | 524                        | 25                         | Francuska                  | 22. svibnja 2021.          | Roterdam           |
| 2022.  | Ukrajina                   | "Stefania"                      | Kalush Orchestra                     | 631                        | 165                        | Ujedinjeno Kraljevstvo     | 14. svibnja 2022.          | Torino             |
| 2023.  | Švedska                    | ”Tattoo”                        | Loreen                               | 583                        | 57                         | Finska                     | 13. svibnja 2023.          | Liverpool          |
| 2024.  | Švicarska                  | ''The Code''                    | Nemo                                 | 591                        | 44                         | Hrvatska                   | 11. svibnja 2024.          | Malmö              |
| 2025.  | Austrija                   | "Wasted Love"                   | JJ                                   | 436                        | 79                         | Izrael                     | 17. svibnja 2025.          | Basel              |